# Loligo subulata
Loligo subulata är en bläckfisk som beskrevs 1798 av Jean-Baptiste Lamarck. Enligt Catalogue of Life placeras arten i släktet Loligo och familjen kalmarer, medan Dyntaxa placerar den i släktet Alloteuthis. Inga underarter finns listade i Catalogue of Life.
Arten beskrevs utifrån specimen från Medelhavet. Dess exakta utbredning är inte känd på grund av sammanblandning med Loligo media. Tillsammans har de en utbredning i Atlanten som sträcker sig från Norge till västra Afrika (utöver Medelhavspopulationen) och den är reproducerande i Sverige. Båda arterna vistas vanligen nära vattenytan eller ner till 200 meter djupa regioner. De når sällan ett djup av 500 meter. I Medelhavet sträcker sig utbredningen till Joniska havet. Ungdjur äter främst kräftdjur och vuxna exemplar föredrar små fiskar.
Intensivt fiske kan påverka beståndet negativ. Populationens storlek är okänd. IUCN listar arten med kunskapsbrist (DD).